# M4 Sherman
Lo M4 Sherman è stato un carro armato medio statunitense, mezzo standard di questa categoria in servizio con l'United States Army a partire dal febbraio 1942. Fu costruito tenendo in considerazione le evoluzioni nella guerra corazzata, introdotte in Europa dalla Wehrmacht, e l'esigenza di disporre in tempi rapidi di grandi formazioni mobili. 

Armato con un pezzo da 75 mm via via aggiornato e un paio di mitragliatrici, operò con le forze armate statunitensi durante la seconda guerra mondiale e poi nella guerra di Corea, in genere con successo, pur dovendo lamentare la facilità a incendiarsi quando colpito, a causa del posizionamento delle munizioni all'interno dello scafo e la corazzatura relativamente modesta (entrambi i problemi relativi alle prime versioni).
Nelle sue evoluzioni riuscì a diventare il carro con il miglior survival rate (possibilità che l'equipaggio si salvi se il carro viene colpito) della guerra. Il mito che prendesse fuoco facilmente è nato prevalentemente dai meccanici inglesi, che ne vedevano arrivare molti carbonizzati, ignorando che ai carristi veniva imposto di bruciare il mezzo se doveva essere abbandonato e che, qualora venissero colpite le riservette delle munizioni, queste non detonassero immediatamente, lasciando il tempo di fuggire agli occupanti. 
Durante e dopo il conflitto mondiale fu fornito in grandi quantità agli alleati di Washington e un assiduo operatore fu Israele, che mantenne il carro in servizio sino agli inizi degli anni settanta. Ancora nel 2006 lo Sherman era adoperato dall'Esercito cileno.
Dotato di una meccanica affidabile e di uno scafo versatile, lo Sherman fu il carro armato costruito nel maggior numero di esemplari nella seconda guerra mondiale assieme al T-34 sovietico (oltre 49 000 in diciannove versioni) e fu il capostipite di diversi altri blindati tra cacciacarri e semoventi, a loro volta forniti in migliaia di unità.

## Sviluppo dell'M4 Sherman

Sezione di uno Sherman M4A4

Lo sviluppo dei carri armati nel periodo fra le due guerre mondiali negli Stati Uniti non era stato molto appoggiato dai militari, tanto che nel 1940 l'US Army aveva due soli carri in un numero limitato di esemplari: l'M2 Medium Tank (carro medio), 18 esemplari, e l'M2 Light Tank (carro leggero), costruito in diverse versioni, ma in quantità comunque limitate. 

Dopo i successi ottenuti dalla Wehrmacht con la Blitzkrieg, in cui ne veniva sfruttata la mobilità per fini strategici, si comprese la necessità di sviluppare carri confrontabili con i carri tedeschi. Per questo fu progettato il carro medio M3 Lee, armato con un cannone da 75 mm in barbetta ed un cannone da 37 mm in torretta.
Apparve subito chiaro che l'M3 era destinato a coprire le esigenze immediate, in attesa di un carro più moderno da utilizzare in grandi quantità, dato che il cannone da 37 mm era troppo poco potente per impegnare i carri tedeschi a lunga distanza ed il cannone da 75 mm, essendo posizionato in barbetta, poteva sparare solo in avanti e dal lato destro del carro. Per questo motivo fu sviluppato l'M4 Sherman che, su uno scafo non troppo dissimile montava un anello di torretta abbastanza ampio da avere una torretta armata col cannone M2 da 75 mm.

## Descrizione
L'M4 Sherman aveva scafo saldato, molto simile nella parte inferiore all'M3. Lo scafo presentava una fronte arrotondata ed inclinata e fianchi verticali. Il motore fu inizialmente il Wright-Continental R975 C1 "Whirlwind" (ciclone), radiale sviluppato per usi aeronautici. Il vano di combattimento era nella parte anteriore del carro e il motore era posteriore, separato dal vano equipaggio da una parete tagliafuoco e coperto da una griglia per la refrigerazione. L'albero di trasmissione passava sotto il pavimento della camera di combattimento, per portare la potenza del motore alle ruote dentate anteriori. Il cambio era a cinque marce e retromarcia. 

Lo scafo era sostenuto da tre carrelli a due ruote per lato e con ammortizzatori verticali e posteriormente erano montate due ruote folli (che regolavano la tensione dei cingoli) e su ogni carrello era posto superiormente un ruotino di ritorno del cingolo. I cingoli furono di cinque tipi: il primo (T41) erano semplicemente a tacchi rettangolari collegati, uguali a quelli dell'M3 Lee, eventualmente con protuberanze laterali per muovere su terreni fangosi. Il secondo tipo (T48), a quanto appare dalle foto il più usato, era del tipo a chevron, cioè con una sagoma a V rovesciata (gommata) per una migliore presa sul terreno (non erano più richieste le protuberanze, quindi, riducendo la larghezza del cingolo, si riduceva la potenza richiesta per il movimento). Il tipo T54 era ancora a chevron, ma con la V più larga, sempre gommato. Infine il quarto tipo (T66), più largo, costruito appositamente per gli E8, era con una sagoma a serpente riportata sui tacchi rettangolari. Infine fu sviluppato un tipo a chevron largo, per l'uso con l'HVSS, indicato come T84.

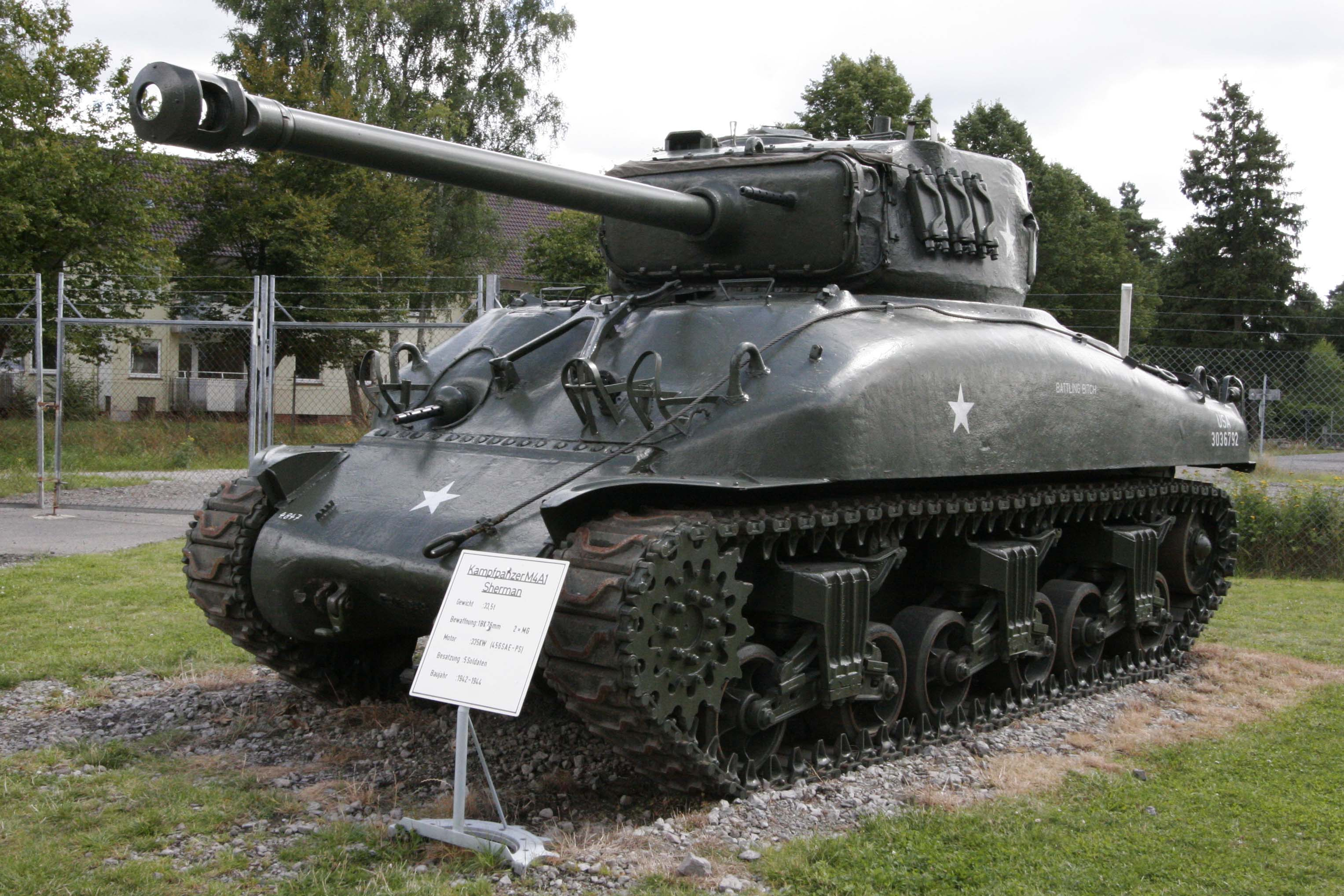
Sherman M4A1(76) al Panzermuseum di Munster.

La torretta era fusa, con due botole superiori e il supporto per la M2 HB Browning 0,50 in (12,7 mm) di fronte alla botola del capocarro. Il cannone era protetto da un mantelletto, che cambiò aspetto diverse volte. Una delle maggiori novità dello Sherman era la stabilizzazione giroscopica in elevazione del pezzo. Questa novità non fu molto apprezzata, tanto che una delle prime attività degli equipaggi, una volta preso in consegna il carro, era di rendere inoperabile il giroscopio, quindi il fuoco generalmente era effettuato da fermo.
L'equipaggio, di 5 uomini, era nello scafo (pilota e operatore radio/mitragliere) ed in torretta (capocarro, cannoniere e servente). L'accesso, oltre che dalle due botole della torretta, era assicurato da due botole nella parte anteriore dello scafo. Queste botole, costruite senza criteri ergonomici, erano di difficile accesso dall'interno dello scafo e spesso, nel caso di un colpo sulla torretta, era facile che il cannone collassasse su una di esse sigillandola. Questa difficile uscita dal carro era una condanna a morte per l'equipaggio se il carro prendeva fuoco. Una volta capito, il meccanismo di apertura delle botole fu modificato e ne fu ampliata la luce.
I duelli dimostrarono abbastanza presto che il cannone M2 da 75 mm, pur essendo abbastanza potente, poteva competere con i carri tedeschi (Panzer V Panther e Panzer VI Tiger I) solo se li perforava lateralmente o da dietro, quindi nella seconda metà del 1944 fu sostituito con un cannone da 76,2 mm lungo che però non fu apprezzato dagli equipaggi perché aveva a disposizione meno colpi HE per contrastare la fanteria. Alcuni carri ebbero come armamento principale un obice da 105 mm da utilizzare contro bersagli non protetti. 

Le munizioni erano immagazzinate con tre colpi direttamente a portata di mano del caricatore, una serie di 12 colpi nel cestello di torretta, altri nei vani laterali accessibili sia al caricatore sia al capocarro ed infine sotto il cestello della torretta, disponibili al capopezzo. In ogni caso era una pratica comune caricare munizioni in ogni spazio disponibile.
Gli spessori di corazzatura erano:
- scafo 51 mm frontale (poi aumentato a 63 mm), 38 mm laterale
- torretta da 76 mm a 51 mm

Questi spessori erano insufficienti, e da 2000 metri potevano essere penetrati dai proiettili del 7,5 cm KwK 40 montato sui Panzer IV.

## Denominazioni
Gli Stati Uniti fornirono il carro M4 a diversi alleati.
Nell'esercito inglese era tradizione denominare i carri con il nome di un celebre generale del paese fornitore e, com'era avvenuto per l'M3 denominato M3 Lee nella versione statunitense e M3 Grant con le modifiche richieste dai britannici, l'M4 fu ribattezzato M4 Sherman, in onore del generale Sherman, denominazione presto ufficialmente adottata anche dall'esercito statunitense. I carri forniti ai russi furono denominati M4 Emcha e quelli dell'esercito canadese M4 Grizzly (M4A1) o M4 Ram (M4A5).
Al di là delle denominazioni ufficiali, tra i carristi inglesi e statunitensi il soprannome più diffuso per l′M4 era quello di Ronson, per la propensione ad incendiarsi, facendo il verso ad una pubblicità della marca inglese di accendini: "...si accende al primo colpo! (anche se va specificato che questa leggenda deriva proprio dai meccanici inglesi addetti alle riparazioni dei carri, i quali per forza di cose vedevano più carri danneggiati che integri e che era prassi dare fuoco ai mezzi che si era costretti ad abbandonare)".

## Varianti
L'M4 Sherman ebbe diverse varianti, principalmente legate al fatto che il motore Whirlwind, essendo un motore aeronautico, era richiesto anche dall'USAAF (United States Army Air Force), che gestiva tutti gli aerei non assegnati all'US Navy.
Principali varianti, con descrizione delle modifiche rispetto al modello base M4:

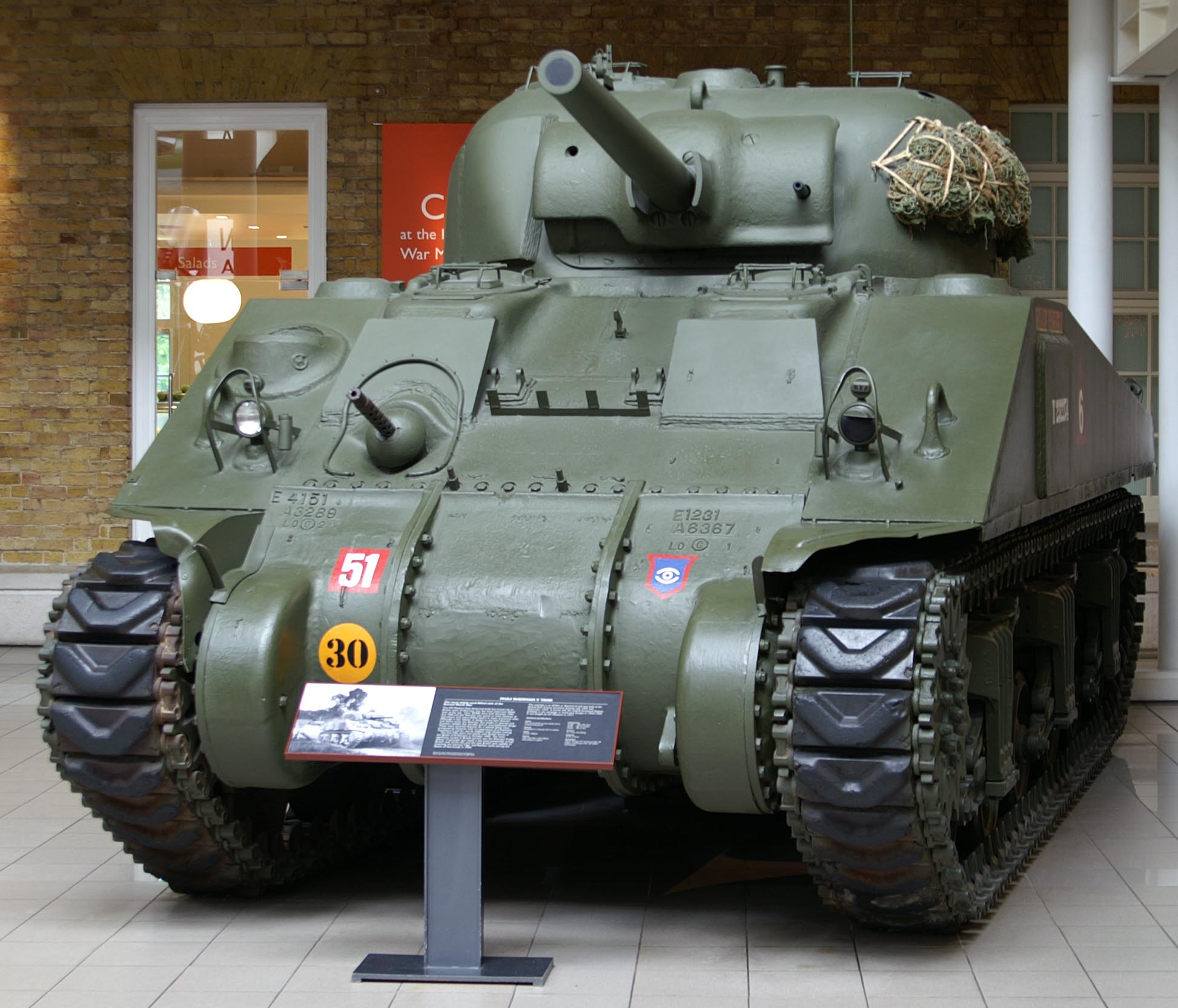
M4A4 Sherman all'Imperial War Museum di Londra

### Varianti per l'US Army
Dello Sherman furono standardizzate sette versioni, ma solo sei furono realmente prodotte negli Stati Uniti e di queste quattro sarebbero entrate in servizio nel dopoguerra nell'Esercito Italiano. Fondamentalmente esse differivano dai due modelli base M4 ed M4A1 per il motore adottato. Infatti essendo il Continental R975 derivato da un motore aeronautico e dovendo la ditta soddisfare anche le esigenze di quell'industria, si ebbe ben presto una penuria di motori che si tentò di risolvere adottando propulsori del tipo più svariato.
Dopo la denominazione dell'US Army è riportata fra parentesi la denominazione usata nella British Army: lo Sherman I era il modello M4.
M4 (Sherman I) Montava il motore radiale a nove cilindri Continental R975C1 (in seguito R975C4), raffreddato ad aria, con una potenza massima di 380 HP a 2.400 giri/minuto e coppia massima di circa 123 Kgm a 1800 giri/minuto. Esternamente era riconoscibile per uno scafo ottenuto da saldatura delle corazze, per il cofano motore con protezione blindata per la presa d'aria di raffreddamento, per il disegno della parte posteriore e per i due contenitori esterni dei filtri dell'aria. La prima industria incaricata della sua costruzione fu Pressed Steel Car Company che la produsse dal luglio 1942 all'agosto 1943, ma presto si dovettero coinvolgere altri costruttori per mantenere l'alto rateo di consegne stabilito; le industrie coinvolte furono: Baldwin Locomotive Works (da gennaio a dicembre 1943), American Locomotive Company (da febbraio a dicembre 1943), Pullman Standard Car Company (da maggio a settembre 1943) e Detroit Tank Arsenal (da agosto 1943 a gennaio 1944). In totale furono realizzati 6.748 esemplari con il cannone da 75 mm e anche se inizialmente previsti, non vennero prodotti M4 col cannone da 76 millimetri.
M4A1 (Sherman II) La produzione di scafi saldati richiedeva tecnologie che non erano notevolmente diffuse, quindi un certo numero di mezzi furono realizzati con scafo fuso, ed anzi fu il primo modello di M4 ad entrare in produzione (febbraio 1942). Gli M4A1 sono ben riconoscibili dagli M4, con scafo notevolmente arrotondato agli spigoli. Fu la prima versione ad essere costruita; cofano e parte posteriore erano simili a quelle dell'M4, con la quale aveva in comune anche il motore. Fu costruita da Lima Locomotive Works (da febbraio 1942 a settembre 1943), da Pressed Steel Car Company (da marzo 1942 a marzo 1945) e da Pacific Car and Foundry Company (da maggio 1942 a novembre 1943). Furono realizzati 6.281 esemplari con il cannone da 75 mm. e 3.426 col cannone da 76 millimetri.
M4A2 (Sherman III) Per sostituire il motore Whirlwind fu progettato un motore ottenuto accoppiando due motori di 12 cilindri a V di autobus (diesel) General Motors 6046 su un unico volano, raffreddati a liquido, dalla potenza complessiva di 375 HP a 2.100 giri/minuto e coppia massima di circa 138 Kgm a 1.400 giri/minuto. Questo motore, indicato come GM Twin 6-71, fu utilizzato per un certo numero di carri (da aprile 1942 circa 8.000 esemplari) utilizzati in parte dall'United States Marines Corp ed in parte ceduti alle nazioni alleate (URSS, Gran Bretagna, Francia e Polonia) nell'ambito degli accordi Lend Lease. Dato che l'U.S Army era orientato ad adottare solo carri a benzina, perché la presenza di veicoli diesel avrebbe richiesto una linea logistica parallela per la nafta, gli M4A2 vennero forniti quasi esclusivamente alle nazioni alleate; L'US Army ne tenne solo due per scopi addestrativi e altri vennero forniti ai Marines, dato che l'US Navy, avendo già una linea logistica per la nafta delle navi, non aveva questo problema. Dotato di uno scafo simile a quello dell'M4, era riconoscibile per le piccole griglie di ventilazione sul cofano e per la corazza posteriore che si allungava verso il basso. La produzione avvenne presso Fisher Tank Arsenal (da aprile 1942 a maggio 1945), Pullman Standard Car Company (da aprile 1942 a settembre 1943), American Locomotive Company (da settembre 1942 ad aprile 1943), Baldwin Locomotive Works (da ottobre a novembre 1942), Federal Machine and Welder Company (da dicembre 1942 a dicembre 1943) e Pressed Steel Car Company (solo 21 esemplari con cannone da 76 mm. da maggio a giugno 1945). Furono costruiti 8.053 esemplari con cannone da 75 mm. e 2.915 con cannone da 76 millimetri.

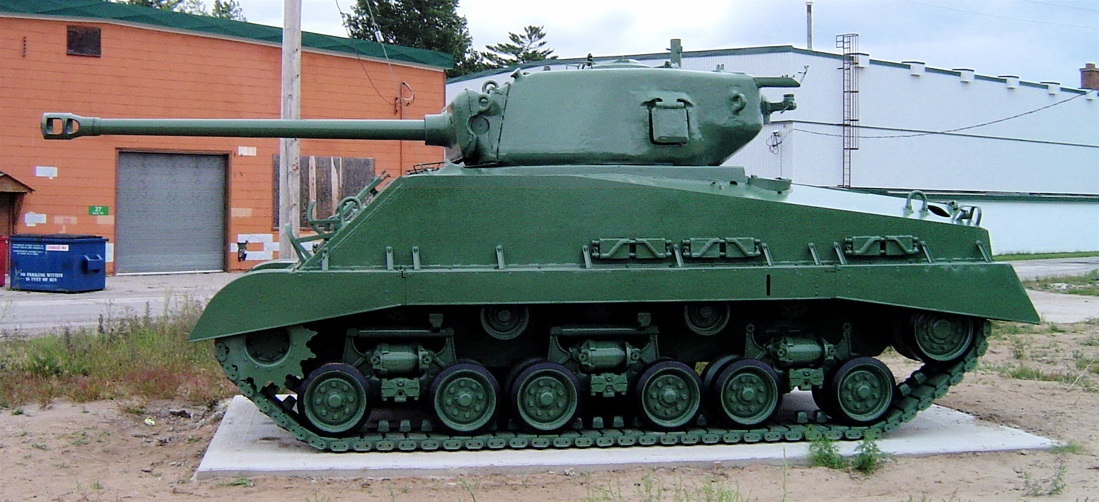
Sherman versione M4A2E8 al Tank Museum di Ontario

M4A3 e M4A3W (Sherman IV) Montava il motore Ford GAA di 8 cilindri a V a 60°, raffreddato a liquido e derivato da un motore aeronautico sperimentale a 12 cilindri di 18 l di cilindrata, che dava 500 hp a 2.600 giri/min., con coppia massima di circa 145 Kgm a 2.100 giri/minuto. Data la maggiore potenza ed affidabilità di questo motore nei confronti del Whirlwind fu la variante preferita, anche se costruito in quantità nettamente minori degli M4 ed M4A1 (4761 mezzi). La W indica che le munizioni erano wetted, cioè immagazzinate in griglie entro acqua, soluzione sviluppata per il rischio di incendi provocati dall'ignizione delle polveri delle munizioni del carro che ridusse gli incendi sugli Sherman dal 60-80% di quelli colpiti al 10-15%. Fu la versione standard adottata dall'U.S. Army e l'unica in servizio anche dopo la guerra. Esternamente era riconoscibile per le grandi griglie di raffreddamento sul cofano, per la piastra posteriore allungata verso il basso simile a quella dell'M4A2 e per il deflettore dei gas di scarico di forma squadrata. La produzione iniziò nel giugno 1942 e venne costruita da Ford Motor Company (da maggio 1942 a settembre 1943), da Detroit Tank Arsenal (da marzo 1944 a maggio 1945) e da Fisher Tank Arsenal (da febbraio 1944 a marzo 1945). Vennero realizzati 4.761 carri con cannone da 75 mm, 4.542 con cannone da 76 mm, denominati M4A3(76) W e 3.039 con obice da 105 mm denominati M4A3(105).
M4(105) e M4A3(105) Montavano in torretta un obice da 105 mm M101. Usati per l'appoggio della fanteria per il supporto ravvicinato furono costruiti dal Detroit Tank Arsenal dal febbraio 1944 al marzo 1945 in 1641 esemplari (M4), e 3039 esemplari (M4A3).
M4A1(76) W e M4A3(76) W Usavano la torretta T23, che montava un cannone M1A1C da 76 mm lungo, con lo stesso munizionamento dei cacciacarri M10 ed M18. La produzione iniziò nel luglio 1944.
M4A3E2 Jumbo Aveva una protezione rinforzata (aggiunta di piastre di spessore 38 mm frontali e laterali) ed una torretta con 152 mm di spessore, ne furono costruiti 254 ed entrarono in servizio nell'autunno del 1944. Armati inizialmente con il 75 mm, alcuni furono ricondizionati con il 76 mm. Avevano lo scopo tattico di stare in testa alle colonne quando si temevano imboscate.
M4A3E8 (Easy Eighth) o M4A3(76) W HVSS In questo modello i carrelli furono modificati col sistema HVSS (Horizontal Volute Spring Suspension), cioè utilizzando molloni ad ammortizzatori orizzontali anziché verticali, sistema che assicurava un migliore contatto fra carrello e cingolo, quindi una marcia più veloce e confortevole, e permetteva cingoli più larghi, riducendo la pressione al suolo a circa 0,8 kg/cm². La produzione iniziò nel dicembre 1944: quindi l'uso maggiore di questo modello fu nella guerra di Corea. Questi modelli montavano il cannone 76 mm M1A1 L52.
M4A4 (Sherman V) Montava il motore Chrysler A-57 multi bank, ottenuto accoppiando sullo stesso albero cinque motori automobilistici a sei cilindri, ottenendo un propulsore a trenta cilindri da 370 HP a 2.400 giri/minuto ed una coppia massima di circa 147 Kgm a 1.400 giri/minuto. Questo motore, molto ingombrante, richiese un allungamento dello scafo di circa 30 cm e l'aumento in proporzione della distanza tra i carrelli della sospensione. La maggior lunghezza permise anche il montaggio di un ulteriore serbatoio di carburante ed il miglioramento della distribuzione del peso a terra, ma rendeva più difficile sterzare il veicolo. Questa variante fu costruita quasi esclusivamente per la British Army, e solo alcuni esemplari rimasero negli Stati Uniti per scopi addestrativi. La produzione, interamente realizzata presso Detroit Tank Arsenal da agosto 1942 a settembre 1943, fu di 7.499 esemplari, tutti col cannone da 75 millimetri.
La sigla M4A5 non fu assegnata allo Sherman, ma fu usata dall'Ordnance Dept. dell'U.S. Army per contrassegnare il carro canadese Ram (ariete) nella denominazione della Royal Canadian Army. Costruito in 188 esemplari, usati principalmente per addestramento.
M4A6 Usava uno scafo con il frontale fuso e la parte centrale e posteriore saldate. Montava il motore (diesel) Carterpillar RD 1820 da 450 HP a 2.000 giri/minuto, raffreddato ad aria, derivato dal motore stellare Wright G200, inizialmente proposto come una delle possibili motorizzazioni dello Sherman. Il motore poteva usare vari tipi di combustibile, il primo esempio di motore policarburante. Date le sue dimensioni, si decise di alloggiarlo all'interno di uno scafo di M4A4; il carro si differenziava da quest'ultimo solo per la copertura del vano motore che dovette essere in parte rialzata per il nuovo propulsore. La versione fu realizzata da Detroit Tank Arsenal in appena 75 carri nel periodo dall'ottobre 1943 al febbraio 1944, tutti con cannone da 75 mm ed utilizzati per addestramento.
M4 Calliope Montava un dispositivo lanciarazzi per offrire maggiore potenza di fuoco sul campo, ed avere una sorta di carro armato/arma di artiglieria, in modo da contrastare sia i carri armati che la fanteria. Ne esistono due varianti: il T40 Whizbang con lanciarazzi a corto raggio e il T34 Calliope a lungo raggio.

### Varianti di altre nazioni
Sherman Firefly (Gran Bretagna) in cui il cannone da 75 mm era sostituito con un 17 pdr (76.2 mm): la presenza di un pezzo di questa lunghezza costrinse ad aggiungere un contrappeso sul retro della torretta e la lunghezza del cartoccio-proietto del pezzo britannico costrinse ad aumentare la larghezza del portello del caricatore. Inoltre, per risistemare tutte le attrezzature del carro, fu necessario eliminare l'operatore radio e la sua mitragliatrice. Costruito in più di 600 esemplari, su scafi M4A4 (pochi su M4 e M4A1).
M4M (URSS), costruito in numero molto limitato di esemplari, erano M4A2 riarmati col cannone sovietico F-34 da 76 mm.
M50 Super Sherman (Israele), riarmato con il cannone CN 75-50 francese, in una torretta a cui era stato aggiunto un contrappeso posteriore, completamente ricondizionato negli anni '60.
M51 Isherman (Israele), riarmato con il cannone F1 da 105 mm francese con freno di bocca (la canna fu ridotta da 56 a 44 calibri), in una torretta riprogettata. Entrambi i mezzi israeliani avevano sostituito il motore originale con il motore Cummins (diesel) da 460 hp, e in quasi tutti furono montate le sospensioni HVSS a molloni orizzontali
In Egitto alcuni Sherman furono modificati montando la torretta del carro leggero AMX-13 con cannone da 75 mm.

## Impiego operativo

### Campagna del Nordafrica e d'Italia

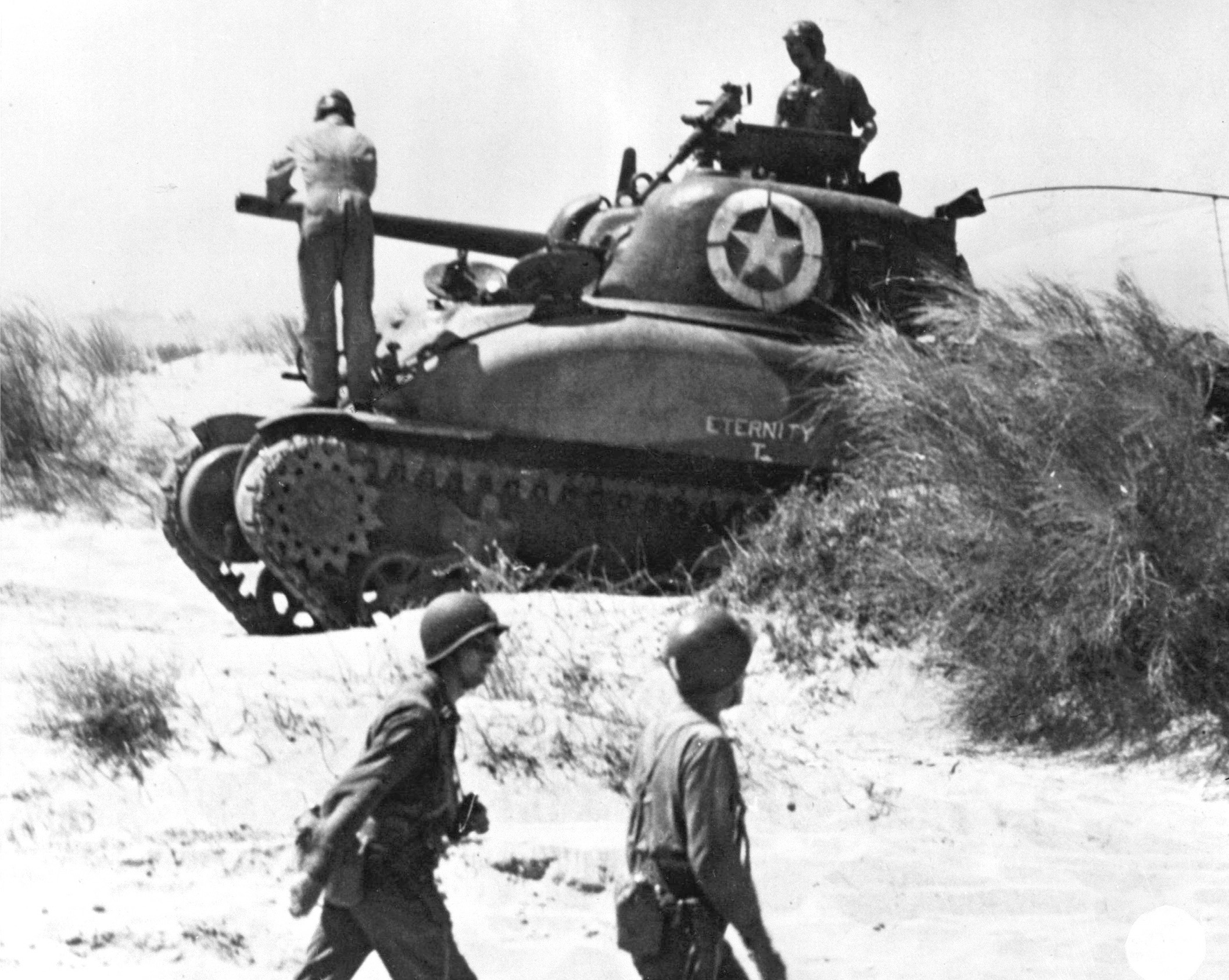
Un M4A1 Sherman impegnato nello sbarco in Sicilia del 1943

La prima unità a cui furono assegnati gli Sherman fu la 2nd Armored Division (2ª divisione corazzata), a cui però furono tolti quasi subito per essere inviati in Nordafrica, quindi la prima unità a portare in battaglia questi carri non fu statunitense ma l'8ª Armata britannica, ed il primo uso fu nella terza battaglia di El Alamein (ottobre 1942). Nel novembre dello stesso anno la 2nd Armored Division, nel frattempo riequipaggiata, partecipò all'Operazione Torch, cioè allo sbarco nel Nordafrica francese, e qui il 6 dicembre 1942 gli Sherman americani ebbero il battesimo del fuoco a Djebel bou Aoukar, dove un plotone del 66th Armored Regiment fu annientato dal fuoco dei PaK tedeschi.

In Nord Africa gli Sherman incontrarono per la prima volta i Panzer VI Tiger I (501º sPzAbt), che provocarono gravi perdite il 14 e 15 febbraio 1943 nel corso della Battaglia di Sidi Bou Said. I carri Sherman superstiti furono inglobati nella 1st Armored Division e continuarono a combattere fino alla caduta della Tunisia (aprile 1943).
Dopo la campagna del Nordafrica gli Sherman divennero la spina dorsale delle forze corazzate statunitensi, poiché, nonostante fosse in progettazione il più potente M6, quest'ultimo fu ritenuto troppo ingombrante per il trasporto via mare. Gli Sherman furono presenti anche nelle forze armate britanniche, quindi parteciparono a tutte le campagne alleate. In Sicilia operarono con l'US Army nella 2nd Armored Division e nel 753rd Medium Tank Battalion (753º battaglione carri medi), e furono impiegati a Gela nei primi cruciali giorni dopo lo sbarco. Da Gela la 2nd Armoured Division fu inviata verso Palermo, che occupò il 17 luglio.

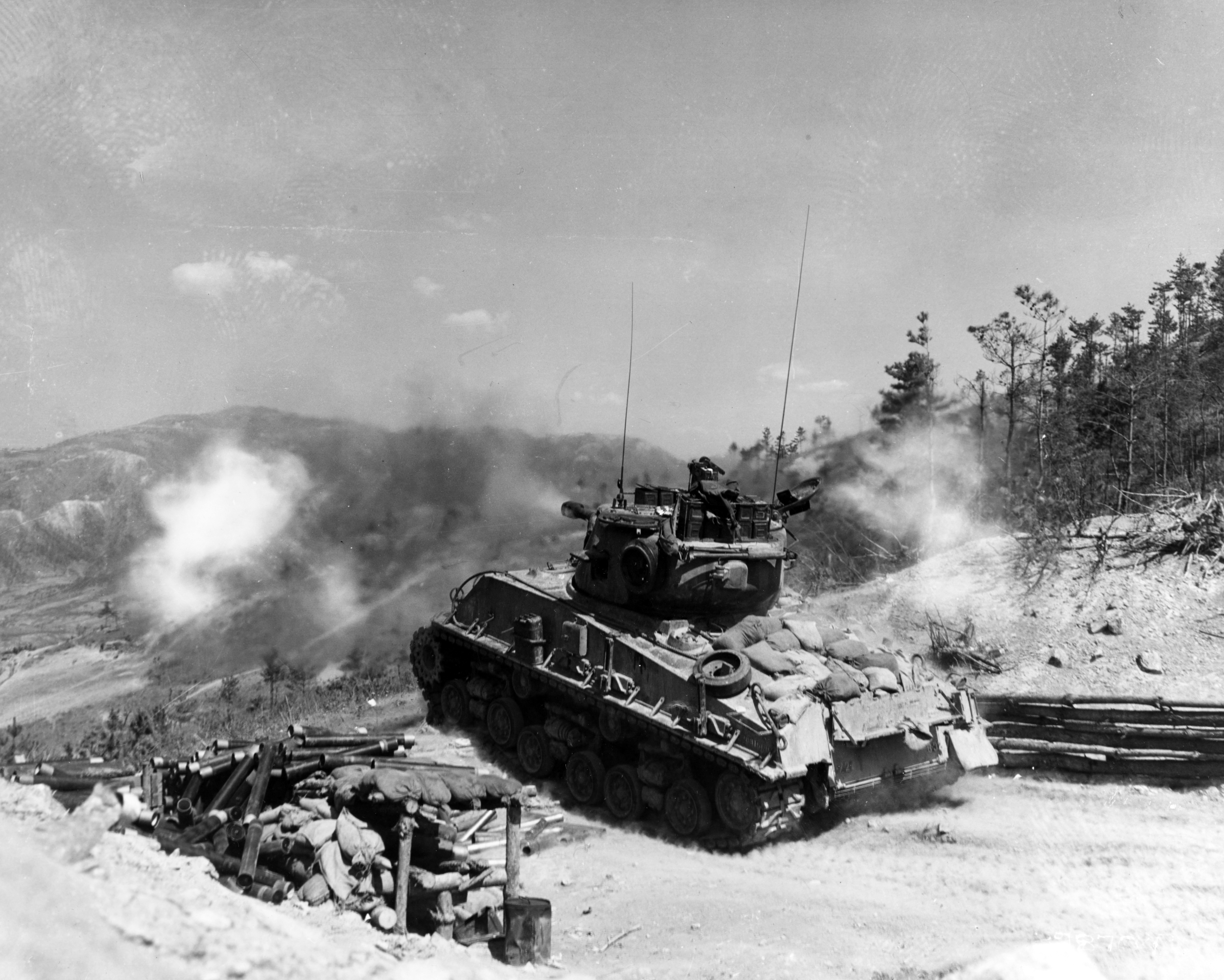
Sherman M4A3E8 usato come postazione d'artiglieria durante la guerra di Corea

Dopo lo sbarco a Salerno gli Sherman operarono in Italia sia a Cassino, sia nello sbarco di Anzio (1st Armored Division).
La 1st Armored Division rimase in Italia fino alla fine della guerra. Oltre agli Sherman presenti in questa grande unità vi erano anche otto battaglioni indipendenti su Sherman. Solo in Italia sono documentati due veicoli derivati dallo Sherman: il veicolo gettaponte Twaby ark e lo Sherman portafascine, entrambi concepiti per superare trincee o fossati di larghezza non eccessiva. Mentre il primo entrava nella trincea e calava le rampe di accesso alla sezione centrale del ponte (portata direttamente sulla struttura del carro privato di torretta), il secondo (sempre privo di torretta) portava su due rotaie saldate su tutta la lunghezza del carro una fascina di circa 2–3 m di diametro, che, lasciata cadere nel fossato, lo riempiva permettendo il passaggio dei veicoli. A Montecassino gli Sherman operarono anche con la 2^ Brygada Pancerna (2ª brigata corazzata) polacca.

### In Francia

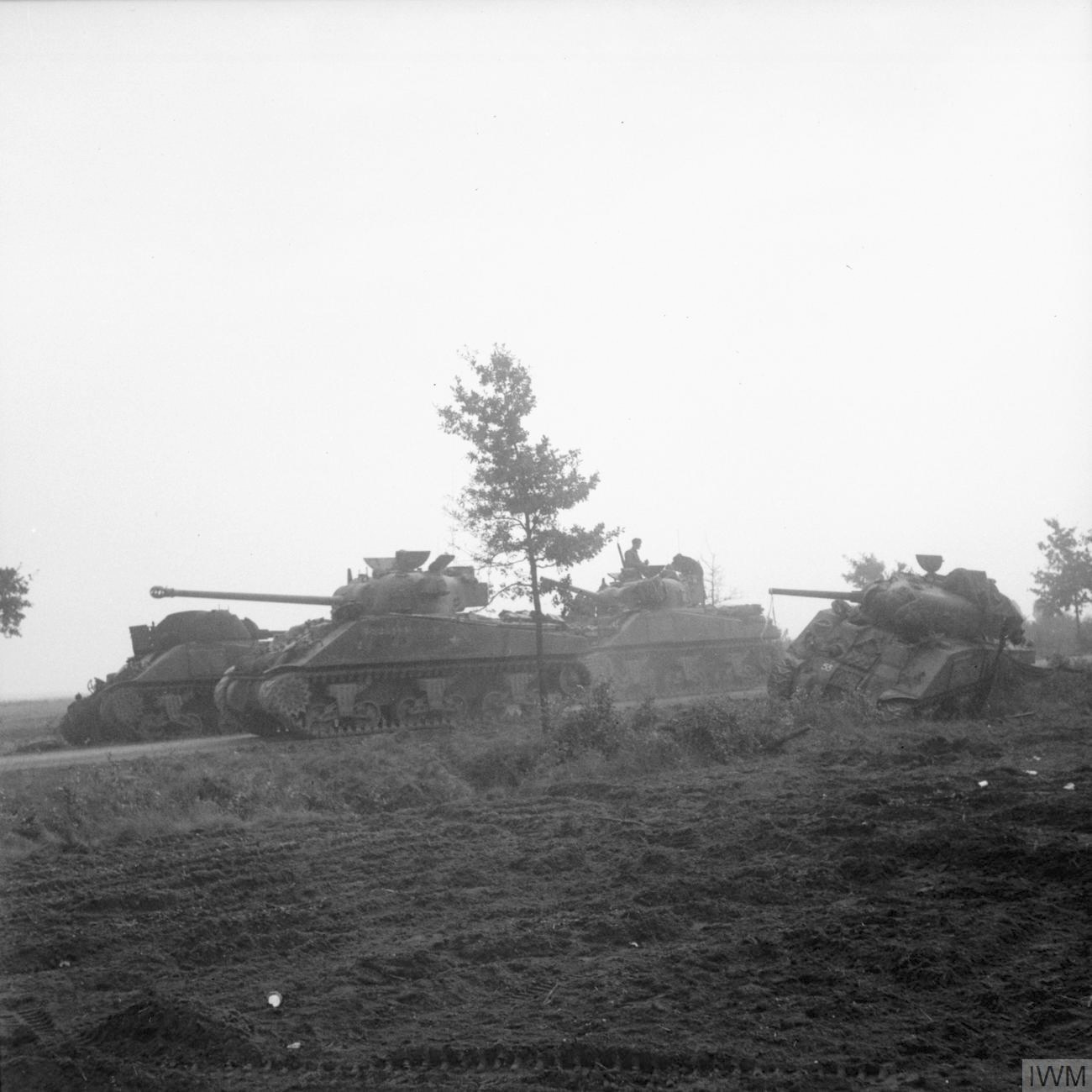
Sherman Firefly del Gruppo Guardie Irlandesi supera alcuni carri danneggiati (Operazione Market Garden - 17 settembre 1944)

Gli Sherman iniziarono a combattere in Francia insieme alla prima ondata di sbarco del D-Day, in cui intervennero diverse centinaia di Sherman DD, (duplex drive), già sperimentati nell'operazione Avalanche, come testimoniato dal recupero a Salerno nel 2002, seguiti, nel corso dei mesi, da 15 divisioni corazzate e da 39 battaglioni di carri indipendenti, ed il componente principale di tutte queste unità era l'M4, in tutte le sue varianti. In Europa lo Sherman mostrò tutti i suoi limiti, dovendosi confrontare con i Panzer V Panther, con cui non era assolutamente in grado di competere. Gli Sherman operarono con altre forze armate, in particolare sul Fronte Occidentale con le forze britanniche, francesi e polacche. Nelle forze francesi operarono con la 2e division blindée (2ª divisione corazzata), sotto il comando del generale Leclerc, prima unità a rientrare a Parigi nel 1944, e con la 1e Divisione Blindée e la 5e Division Blindée. I carri polacchi invece erano concentrati nella 1 Dywizja Pancerna (1ª Divisione corazzata), la prima unità ad entrare a Wilhelmshaven.
Gli Sherman (2007 M4A2 e 2095 M4A2 (76 mm) W) operarono anche con l'Armata Rossa, con cui arrivarono a Berlino e Budapest. Fra le grandi unità sovietiche equipaggiate con lo Sherman ci fu anche il prestigioso 3º Corpo meccanizzato della Guardia; il carrista sovietico V.A. Galkin, comandante di M4A2 del 31º reggimento carri fu insignito della decorazione di "Eroe dell'Unione Sovietica".

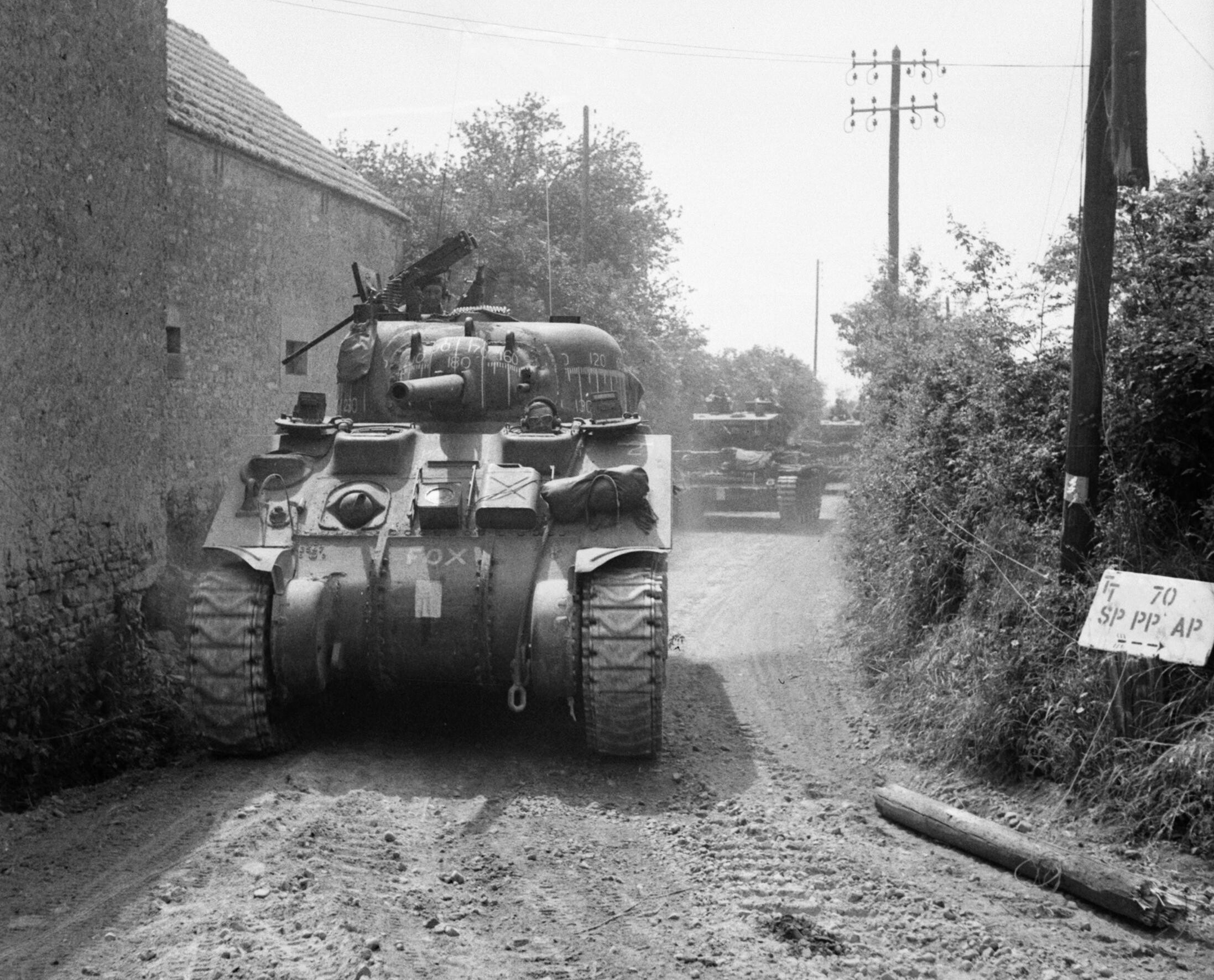
Sherman britannico in Normandia (1944)

### Nel Pacifico

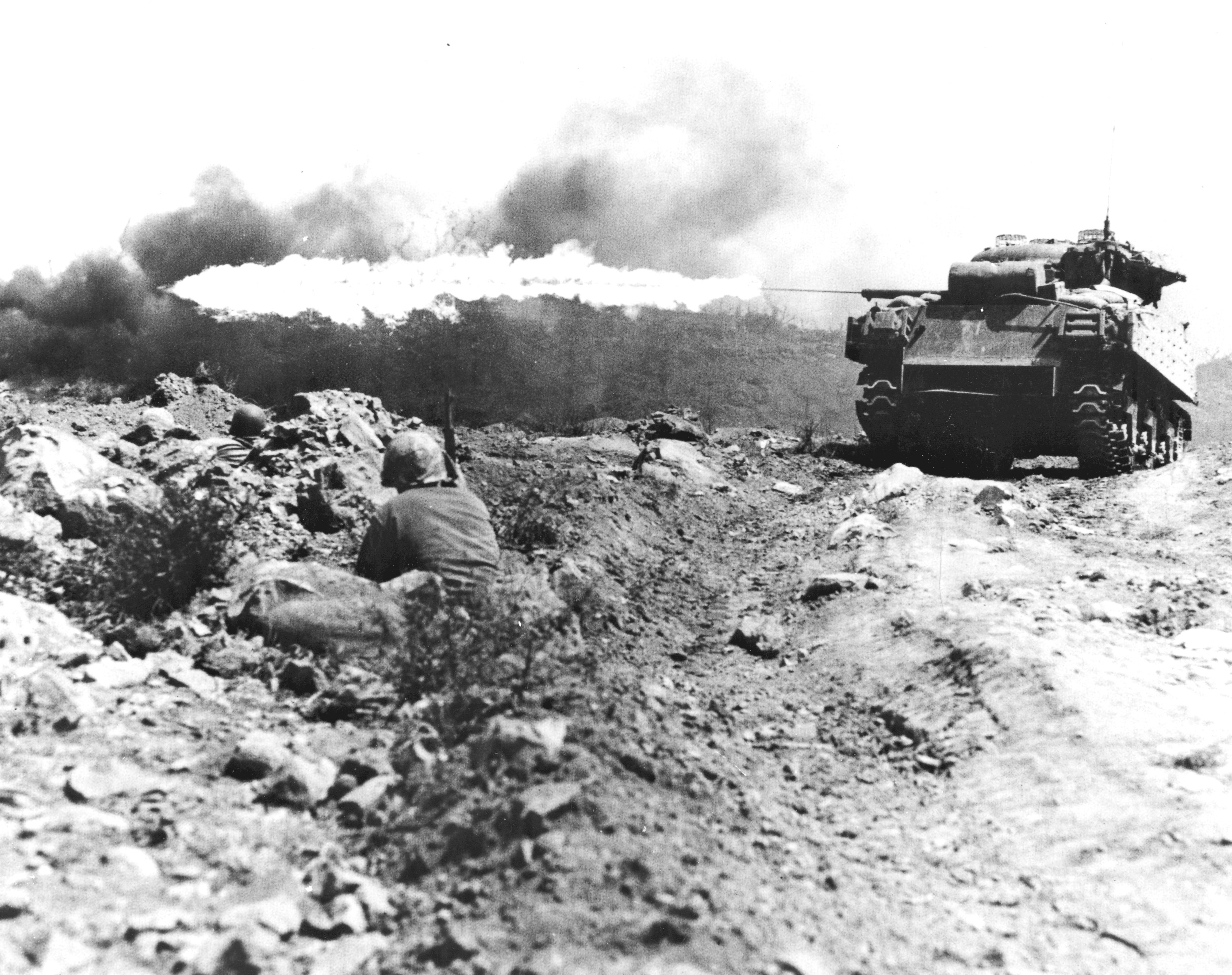
Sherman lanciafiamme impegnato a Iwo Jima nel 1945

Nel teatro del Pacifico lo Sherman operò sia con l'United States Marine Corps sia con il 1st Chinese Provisional Tank Group (1º Gruppo Carri Provvisorio Cinese) in Birmania. Fu impiegato per la prima volta nella battaglia di Tarawa (novembre 1943) con discreto successo e, sino alla fine delle ostilità con il Giappone, costituì il grosso dei reparti corazzati sui quali l'United States Marine Corps e le divisioni dell'United States Army poterono fare affidamento. Gli Sherman delle prime versioni si rivelarono decisamente superiori ai carri armati giapponesi, sebbene agguati e imboscate potessero rivelarsi fatali (la corazzatura laterale era perforabile dai pezzi da 47 mm anticarro, montati anche su mezzi blindati). Notevole diffusione ebbe la variante lanciafiamme, usata soprattutto per annientare da distanza di sicurezza le opere difensive nipponiche.

### In Corea
Allo scoppio della guerra di Corea gli Stati Uniti avevano disponibili solo pochi carri in Giappone, ma immediatamente mossero le loro forze per sostenere la Corea del Sud, tuttavia avevano solo tre battaglioni carri addestrati, a causa della smobilitazione successiva alla seconda guerra mondiale, e di questi il 70th Tank Bataillon era armato con M4A3, ma ricevette dall'Arsenale di Rock Island due compagnie su M4A3E8. In Giappone furono ricondizionati ed organizzati nell'89th Medium Tank Battalion 54 M4A3E8 che arrivarono in Corea alla fine del luglio 1950. Gli M4E8, anche se a prima vista inferiori come corazzatura ed armamento, tennero testa ai T-34/85 coreani, grazie al miglior addestramento degli equipaggi ed alla disponibilità di un proiettile perforante da 76 mm di nuova generazione, in grado di perforare senza troppe difficoltà la corazza frontale del T34/85. Essi operarono per tutta la guerra in aiuto alla fanteria e per operazioni mobili nelle retrovie del nemico (Task Force Lynch). Un'analisi operativa della guerra indicò che, su 119 operazioni, gli M4A3E8 avevano partecipato a 59 azioni (50%), cioè quanto tutti gli altri tipi di carro insieme. Nel corso degli anni cinquanta lo Sherman scomparve dal servizio nell'US Army e praticamente nel corso degli anni sessanta da tutti gli eserciti occidentali, con la notevole eccezione dell'IDF.

### Gli ultimi anni
Gli Sherman arrivarono in Israele fin dal 1948, attraverso vie più o meno legittime, quindi allo scoppio della guerra di Indipendenza Israeliana (erano solo 2 carri) costituivano, con pochi carri francesi precedenti la seconda guerra mondiale, l'unica forza corazzata disponibile per Israele. Dopo la guerra di indipendenza, a partire dal 1949, gli israeliani riuscirono a procurarsi altri Sherman. Ancora nel 1956, in occasione della Crisi di Suez lo Sherman era il carro presente in maggior numero (circa 200). Nella Guerra dei Sei Giorni le brigate corazzate su M50 ed M51 operarono principalmente sul fronte della Samaria e della Giudea, tanto che il peso dei combattimenti entro Gerusalemme fu sopportato da reparti montati su Super Sherman. Invece nelle guerre successive, anche se ancora presente, lo Sherman fu destinato a ruoli di seconda linea, sostituito come carro da battaglia dall'M48 Patton e dal Centurion. Dopo il 1967 Israele cedette alcuni Sherman all'Uganda, al Nicaragua ed alle milizie falangiste libanesi.
Gli Sherman ceduti a Cuba combatterono contro le forze anticastriste nello sbarco alla Baia dei Porci. Altri impieghi bellici degli Sherman si ebbero da parte delle forze della Cina Nazionalista contro le forze comuniste. Infine gli Sherman combatterono da entrambe le parti nel corso delle prime Guerre Indo-Pakistane.

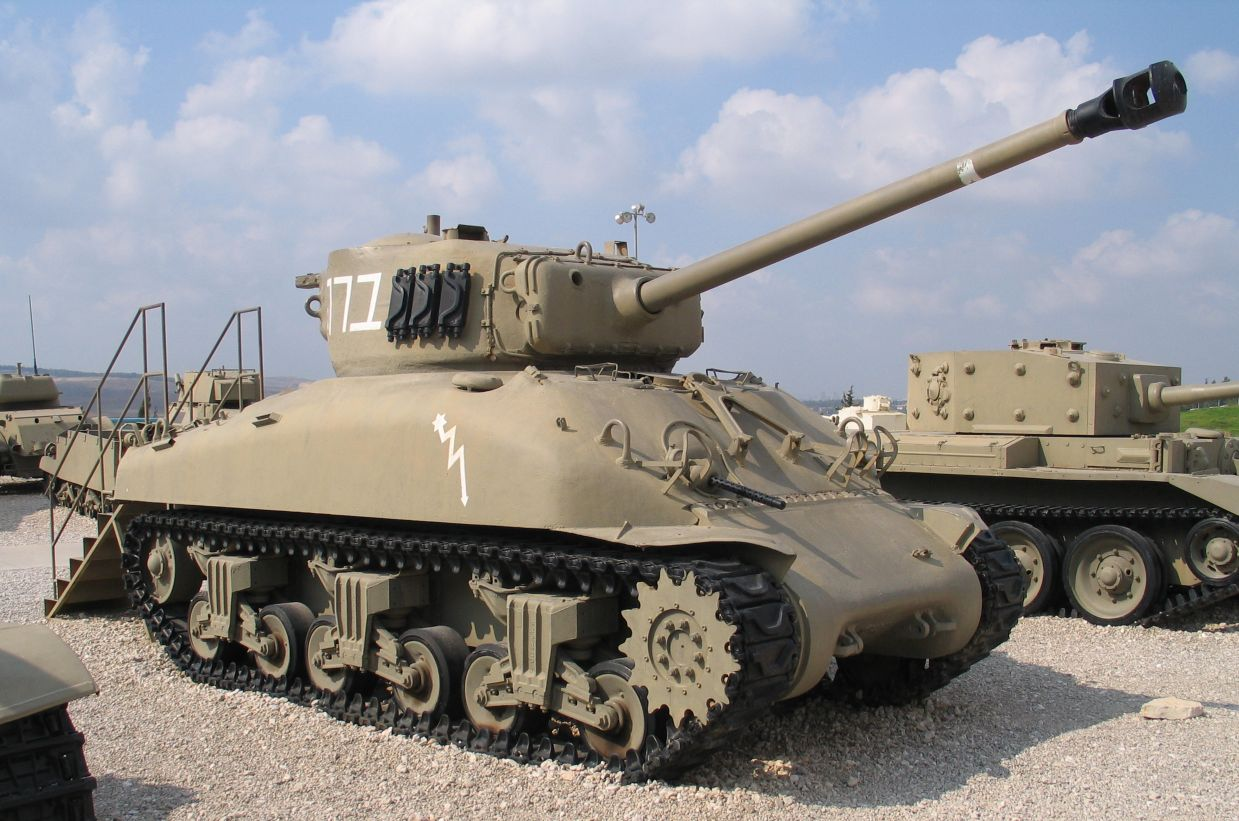
Sherman M4A1(76) israeliano

## Veicoli su scafo Sherman

### Veicoli di costruzione USA
Nella seconda guerra mondiale Stati Uniti e la Gran Bretagna cercarono di limitare i problemi logistici (aggravati dal fatto che i pezzi di ricambio dei veicoli erano costruiti negli Stati Uniti ed usati in Europa) utilizzando componenti dei carri armati per costruire veicoli con altre funzioni tattiche. Lo Sherman, grazie al gran numero di scafi costruiti, fu uno dei carri più utilizzati come base per veicoli specializzati.
- Calliope, era uno Sherman a cui era stato sovrapposto alla torretta un lanciarazzi da 4 1/2 in (114 mm), con 25 tubi per avere un tiro antipersona di saturazione più efficiente con gittata di circa 4000 m. Furono usati anche lanciarazzi di tipo M17, che sparavano razzi da 7.2 in (183 mm), con 20 tubi di lancio. Alcuni M4 sostituirono il cannone di torretta con un lanciatore singolo fissato sul mantello, quindi non richiedendo che il personale uscisse dal carro per ricaricare i lanciarazzi, soluzione insoddisfacente soprattutto per le complicazioni che richiedeva il deflettere la vampa del razzo quando veniva lanciato.

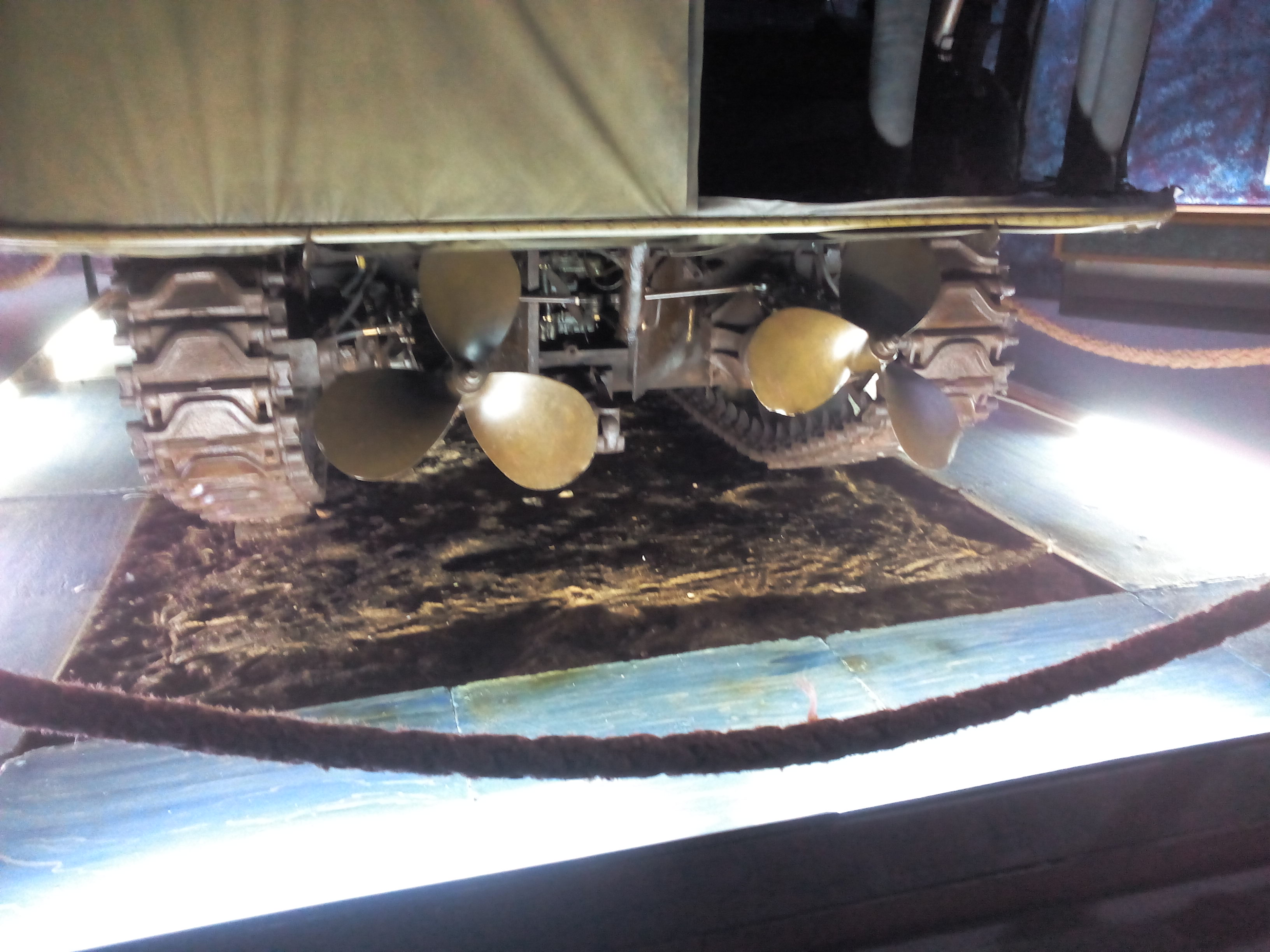
Eliche dello Sherman DD esposto al Museo di Piana delle Orme

- Sherman DD, il DD significa Duplex Drive (doppia propulsione), ma secondo i soldati dell'United States Army, voleva dire Donald Duck ("Paperino"), era un veicolo con possibilità di galleggiamento data da un telone estensibile e con la possibilità di muovere in acqua due eliche che fuoriuscivano dalla parte posteriore del carro. Il telone, una volta che il carro era giunto a terra, poteva essere abbattuto dall'interno ed il carro poteva combattere normalmente. Operò nello sbarco in Normandia in tre tank batallions statunitensi, cinque Tank Regiments[8] inglesi e due Tank Regiments canadesi.

Solo 3 Sherman DD sono sopravvissuti alla guerra; uno si trova in Normandia, uno in Inghilterra, e uno nel Museo di Piana delle Orme a Borgo Faiti in provincia di Latina, dopo attento restauro dopo essere stato ripescato nelle acque salernitane dove finì per un'errata manovra verso la fine del conflitto.
- M10 Wolverine, cacciacarri costruito su scafo Sherman, con una torretta a cielo aperto e armato con un cannone M7 da 3 in; il supporto del cannone era stato modificato per permettere il montaggio dell'obice da 105 mm o del cannone anticarro britannico da 17 pdr. I mezzi su cui fu montato quest'ultimo pezzo furono denominati, in Gran Bretagna, Achilles
- M36, cacciacarri con torretta aperta ed armato con un cannone da 90 mm, molti di questi mezzi furono ottenuti sostituendo le torrette degli M10.
- M7 Priest, semovente di artiglieria armato con l'obice M2A1 da 105 mm con sovrapposta una struttura aperta ed un supporto ad anello per una mitragliatrice M2 Browning 1/2 in. Mentre le prime serie del semovente M7 Priest erano su scafo M3 Lee, a partire da questa serie fu adottato lo scafo dell'M4A3. In Corea fu sviluppata un'ulteriore variante (M7B2) con il compartimento di combattimento sollevato per permettere una maggiore elevazione del pezzo.
- M40 semovente di artiglieria armato con il cannone M2 da 155 mm in struttura aperta.
- M43 semovente di artiglieria armato con obice da 8 in (203 mm), sullo stesso scafo dell'M40.
- T30E1 veicolo portamunizioni di accompagnamento per i semoventi M40, mentre le serie precedenti erano su scafo M3.
- M34 trattore di artiglieria derivato dal veicolo recupero carri M32B1, costruito in 24 esemplari. Aveva una struttura uguale a quella M32B1, a cui però era stata tolta la gru a capra[11] presente sul veicolo recupero carri.
- M35 trattore di artiglieria derivato dall'M10A1 con l'eliminazione della torretta.
- M32 veicolo recupero carri, costruito in diverse varianti, nominate come la variante di Sherman che aveva fornito lo scafo (però con "B" invece di "A"), avevano una gru a capra[11] attaccata ad una torretta modificata e tenuta in posizione fissa (non ruotante). Entro la torretta era posto un verricello da 25 t per manovrare il carro da soccorrere. La gru in movimento era rovesciata verso la parte posteriore del carro, mentre in azione era allungata oltre la prua. Era armato con un mortaio esterno da 81 mm montato sulla prua. I modelli HVVS presero il suffisso A1 prima del suffisso indicativo della variante (quindi un M4A1 trasformato in M32 e ricondizionato con HVVS diventava M32A1B1).
- M74 veicolo recupero carri, costruito a partire dal 1954 su scafi M4 destinati altrimenti alla demolizione, montava una gru di dimensioni maggiori di quella dell'M32 e ben 4 verricelli (45 t per il verricello di traino, 12 t per il verricello di sollevamento collegato alla gru, 4,5 t per usi ausiliari e 950 kg manuale). Per permettere una migliore stabilità in operazione (necessaria per la maggiore altezza della gru) era stato aggiunto un vomere frontale.

Sullo scafo dello Sherman e dei suoi derivati sono stati costruiti diversi veicoli gettaponte, nessuno dei quali ha superato lo stadio sperimentale.
Gli M4A2 Sherman ebbero un lanciafiamme modello E6R3 o E12R3 installato a fianco del cannone principale, tuttavia questa sistemazione limitava sia la gittata sia la disponibilità di combustibile dei lanciafiamme, per questo motivo 175 veicoli (destinati a operare nel Pacifico) sostituirono la mitragliatrice di prua con un lanciafiamme E12R3. Altri Sherman (denominati POA CWS H1 - Pacific Ocean Area Chemical Warfare Service Hawai) ebbero il lanciafiamme in torretta (al posto del cannone da 75 mm) e furono utilizzati nell'invasione di Iwo Jima. Quelli con il lanciafiamme accoppiato all'obice da 105 mm furono designati POA CWS H5, ma non furono mai utilizzati in combattimento. Oltre a questi tentativi furono costruiti in circa 150 esemplari l'M42B1 (sullo scafo dell'M4A1) e l'M42B3 (sullo scafo M4A3), in cui il cannone da 75 mm era sostituito dal lanciafiamme E5-4. In questi carri il lanciafiamme aveva una gittata di circa 115 m.
Per tutta la durata della seconda guerra mondiale furono effettuati tentativi di dotare sia i carri Sherman sia veicoli derivati da questo con dispositivi di sminamento efficienti e sicuri. Tuttavia la presenza di questi dispositivi, aumentando notevolmente il peso e sbilanciando il carro in avanti, rendeva il carro più lento e praticamente vincolato a muovere in linea retta, favorendo così l'artiglieria controcarri che doveva impegnarli.
Veicoli ancora meno convenzionali su scafo Sherman furono i veicoli illuminanti (Channel Defense Light) ed i veicoli (su scafo M10) delle Sonic Companies (Compagnie sonore), che dovevano emettere rumori tali da ingannare il nemico, facendo credere la presenza di carri dove non erano, quindi forniti di potenti amplificatori sonori.
Almeno uno Sherman fu privato della torretta e, con spesse protezioni di piombo fu usato per portare personale in prossimità del terreno di prova delle bombe nucleari nel Nuovo Messico.

### Veicoli costruiti in altre nazioni
- Badger (Canada), su scafo M4A2, eliminando la torretta, sostituita con una copertura in acciaio di forma convessa, la mitragliatrice di prua era sostituita da un lanciafiamme, testato anche negli Stati Uniti come T68.
- Crocodile (Gran Bretagna), il lanciafiamme era installato a destra del bocchello dell'operatore radio, il combustibile del lanciafiamme era trasportato in un rimorchio a due ruote esterno. La presenza di questo rimorchio creava grossi problemi sia per quanto riguardava la mobilità del carro sia per la sua sicurezza.
- BARV (Beach Armoured Recovery Vehicle - Veicolo corazzato per recuperi su spiaggia) (Gran Bretagna), veicolo di soccorso destinato a recuperare i carri o gli altri veicoli cingolati rimasti impantanati su spiagge o in acqua (la denominazione indica chiaramente che era pensato in funzione del D-Day), praticamente era un M4A2 a cui era stata aggiunta una struttura stagna, in modo da poter operare in acqua profonde fino a 3 m.
- ARV (Armoured Recovery Vehicle - Veicolo corazzato per recuperi) (Gran Bretagna) era un veicolo corazzato per il recupero di carri armati o altri veicoli cingolati incidentati, ricavato da scafi M4A2 e M4A4 privi di torretta e forniti di dispositivi di rimorchio e di attrezzature per le riparazioni. Erano armati con delle mitragliatrici Bren per la difesa contraerea.
- Sexton (Gran Bretagna), derivato dallo scafo M4A5 Ram (di costruzione canadese) aveva una struttura simile a quella dell'M7, ma era armato con il l'obice-cannone 25 pdr (obice 88/25 nella denominazione italiana) di produzione britannica.
- Kangaroo (Gran Bretagna) erano M7 o Sexton a cui era stato tolto l'armamento principale e venivano utilizzati come veicoli trasporto truppe o come posti di osservazione e comando avanzati.

## Esercito Italiano
Il carro armato nel dopoguerra è stato in servizio nell'Esercito Italiano dal 1947 al 1952.
Le versioni in servizio nell'Esercito Italiano sono state quattro: M4, M4A1, M4A2 ed M4A4 nelle versioni dotate di tutti gli armamenti americani. La versione M4 e la versione M4A4 sono state in servizio nell'Esercito Italiano anche nella versione cacciacarri inglese "Firefly".
Nella versione M4A4 nell'Esercito Italiano, i motori A57 vennero sostituiti con motori Continental R975.
Oltre a queste versioni nell'Esercito Italiano era in servizio una versione che montava un dispositivo lanciarazzi per offrire maggiore potenza di fuoco sul campo, ed avere grazie ad esso una sorta di carro armato/arma di artiglieria, in modo da contrastare sia i carri armati che la fanteria. Erano presenti due varianti: il T40 Whizbang con lanciarazzi a corto raggio e il T34 Calliope a lungo raggio. Venne usato soprattutto in Italia Settentrionale, più precisamente nella zona padana dal 752º Battaglione carristi.
I carri Sherman sono stati sostituiti, nei reparti carristi, dai carri armati M26 Pershing e M47 Patton.
Durante gli anni della guerra fredda, dopo la loro dismissione, le torrette degli Sherman furono utilizzate in alcune "opere" di Fanteria d'Arresto e Alpini d'Arresto nella cosiddetta soglia di Gorizia e nel Vallo Alpino in Alto Adige.

## Altri utilizzatori
- Argentina
- Bangladesh
- Belgio
- Brasile
- Canada
- Cile
- Cuba
- Danimarca
- Egitto
- Etiopia
- France libre
- Francia
- India
- Iran
- Israele
- Italia (dopoguerra)
- Indonesia (dai Paesi Bassi)
- Giappone (dopoguerra)
- Libano
- Messico
- Germania (carri armati catturati)
- Paesi Bassi
- Nuova Zelanda
- Nicaragua
- Pakistan
- Paraguay
- Perù
- Filippine
- Polonia
- Portogallo
- Taiwan
- Sudafrica
- Corea del Sud
- Unione Sovietica
- Siria
- Turchia
- Regno Unito
- Uganda - 3[12]
- Jugoslavia